# Cory Automobile Company
Cory Automobile Company war ein US-amerikanischer Hersteller von Automobilen.
Andere Quellen geben die Firmierung Albany-Cory Automobile Company an.

## Unternehmensgeschichte
Das Unternehmen hatte seinen Sitz laut dreier Quellen in Albany in Indiana. Im Februar 1907 begann die Produktion von Automobilen. Der Markenname lautete Cory. Ende 1907 endete die Produktion.

## Fahrzeuge
Das einzige Modell war ein Highwheeler. Es war mit den großen Rädern, die übrigens Vollgummireifen waren, gut geeignet für die damaligen schlechten Straßen. Der wassergekühlte Einzylinder-Zweitaktmotor mit 4 PS Leistung war ungewöhnlich für so ein Fahrzeug. Er trieb über ein Friktionsgetriebe die Hinterachse an. Das Fahrgestell hatte 160 cm Radstand und war damit auffallend kurz. Das Fahrzeug war fast genauso breit wie lang. Der offene Aufbau als Runabout bot Platz für zwei Personen. Das Leergewicht betrug rund 204 kg.
Das Fahrzeug kostete neu 300 US-Dollar. Zum Vergleich: Das damals billigste Auto von Ford, das Ford Modell S, kostete im gleichen Jahr als Zweisitzer das Doppelte, war allerdings stärker motorisiert und länger.